# Distretto di Saharanpur
Il distretto di Saharanpur è un distretto dell'Uttar Pradesh, in India, di 2 848 152 abitanti. È situato nella divisione di Saharanpur e il suo capoluogo è Saharanpur.